# Spopad na Mošenjski planini
Spopad na Mošenjski planini 13. januarja 1942 je sledil dražgoški bitki nekaj dni prej.
Po bitki v Dražgošah sta se 12. januarja 1942 dva voda Cankarjevega bataljona, Bičkov in Pečnikov, skupaj okoli 40 borcev, z ženskami in otroki 60 ljudi, umaknila na Mošenjsko planino na Jelovici v veliko novo planšarsko kočo, da bi bil bataljon zavarovan pred napadalci iz smeri Radovljice. Izbira zatočišča strateško ni bila najboljša, saj je ta stala na čistini. Po izdajstvu jih je naslednjega dne, 13. januarja popoldne, napadlo 50 policistov nemškega smučarskega oddelka. 
Lesene stene so prebile že prve krogle, kdor je poskusil zbežati, je bil ubit. Ranjeni ljudje znotraj koče so v kleti zmrzovali, saj je bila temperatura −32°C. Zaradi mraza je odpovedalo tudi orožje. Štirje težko ranjeni so prosili tovariše, Henrik Biček brata Franca, za milostni strel. Obstreljevanje je trajalo 13 ur, umrlo je dvanajst partizanov. Preživelim je uspelo pobegniti po rovu, ki so ga izkopali skozi dva metra visok sneg do gozda. Prvi preboj, ki ga je vodil Alojz Pečnik, ni uspel, drugi pod Bičkovim poveljstvom v drugo smer med drugo in četrto uro zjutraj pa je bil uspešen. S seboj so vzeli štiri ranjence. Sovražnik, ki ni imel nobene žrtve, je kočo skupaj z mrtvimi zažgal. Po bitki so se borci 2. čete vrnili na planino Kališnik, kjer se je Cankarjev bataljon preoblikoval v manjše partizanske enote. Izdajalca gozdarja Košmrlja so partizani spomladi likvidirali.
V koči so umrli:
- Henrik Biček (rojen 1917, Praprotno Brdo), športnik iz Stražišča
- Miha Fister (1918, Cegelnica pri Naklem), zidarski delavec
- Ciril Golja (1920, Trebenče nad Cerknim), kovaški pomočnik v Hotovlji
- Jurij Gračan (1919, Kovačji Grad pri Vinici), kmečki sin
- Jaka Jereb (Praprotno)
- Jernej Kokalj (1922, Dolenčice), kmečki hlapec
- Ivan Kovačič st. (1889, Pivka), mizar iz Kranja; njegov sin Janez je padel dva dni prej v Dražgošah
- Karel Mlakar (1910, Nemčija), krojač iz Trzina
- Stanislav Oman (1924, Hotovlja), čevljarski pomočnik
- Benedikt Padovan (1914, Števerjan), cestar iz Lesc
- Mirko Šubic (1921, Hotovlja), dijak
- Edvard Tominec (1921, Hruševje pri Postojni), električar iz Stražišča